# Rolf Krumsiek

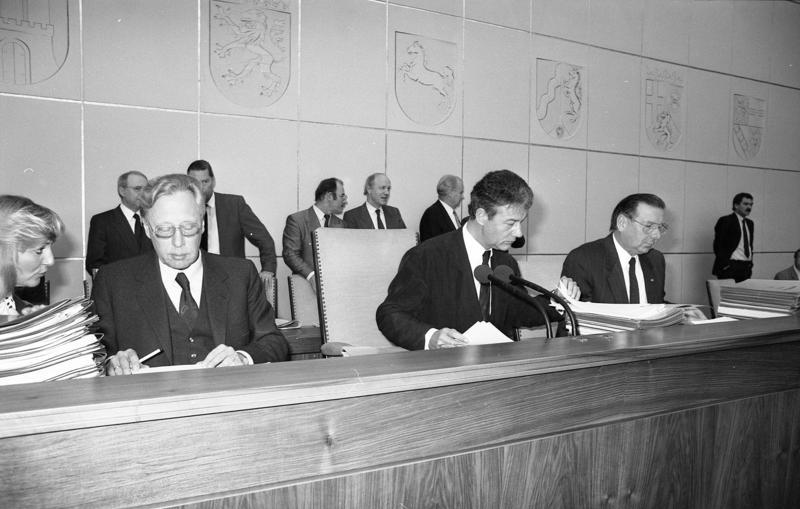
Rolf Krumsiek (juste à côté du président sortant Björn Engholm) le 20 octobre 1989 au Conseil fédéral

Rolf Krumsiek (né le 31 août 1934 à Obernkirchen et mort le 23 octobre 2009 à Münster) est un  avocat et homme politique allemand (SPD).

## Biographie
Diplômé du lycée en 1954, Krumsiek commence des études de droit à Münster et Göttingen, et obtient en 1962 son deuxième examen d'État en droit et son doctorat en 1965 avec la thèse "Le droit minier de Schaumbourg-Lippe et du comté de Schaumbourg". Pendant ses études, Krumsiek rejoint les associations étudiantes infructueuses SBV Teutoburg Münster et Burschenschaft Germania Göttingen, toutes deux dans le Schwarzburgbund (SB). Il entre ensuite dans le service de l'administration juridique en Basse-Saxe . Krumsiek devient plus tard vice-président du DRK-Landesverband Westfalen-Lippe. Après un accident sur le chemin de fer suspendu de Wuppertal a fait cinq morts en 1999, il est temporairement nommé directeur de la société de services publics de Wuppertal. Jusqu'à sa mort, il est vice-président du conseil de surveillance de Gauselmann AG.

## Politique
Krumsiek rejoint le SPD en 1962 et est conseiller municipal de Göttingen de 1966 à 1970 et est directeur principal de la ville de Wuppertal de 1970 à 1980. Il est ensuite passé à la politique d'État en Rhénanie du Nord-Westphalie et est membre du Landtag de Rhénanie-du-Nord-Westphalie de 1985 à 1995. En juin 1980, il est nommé secrétaire d'État et chef de la chancellerie d'État du gouvernement de l'État dirigé par le ministre-président Johannes Rau et reprend le ministère de la Science et de la Recherche en octobre 1983. Du 5 juin 1985 au 17 juillet 1995, il est finalement ministre de la Justice.
Il travaille ensuite comme avocat. Le 23 octobre 2009, Krumsiek décède des suites d'une grave maladie. Il est enterré dans le cimetière central de la ville de Münster.

## Honneurs
- 1981: Chevalier de l'ordre du Mérite de la République fédérale d'Allemagne
- 1985: Commandeur de l'ordre du Mérite de la République fédérale d'Allemagne
- Grand officier de l'ordre du Mérite de la République fédérale d'Allemagne
- Ordre du Mérite de Rhénanie du Nord-Westphalie